# Sanchezia
Sanchezia är ett släkte av akantusväxter. Sanchezia ingår i familjen akantusväxter.

## Bildgalleri

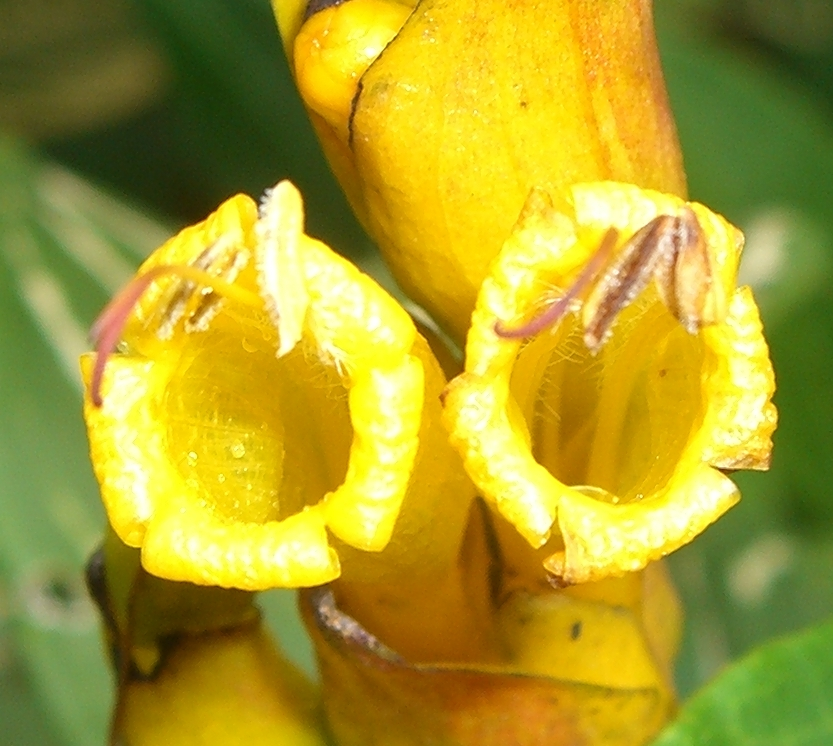
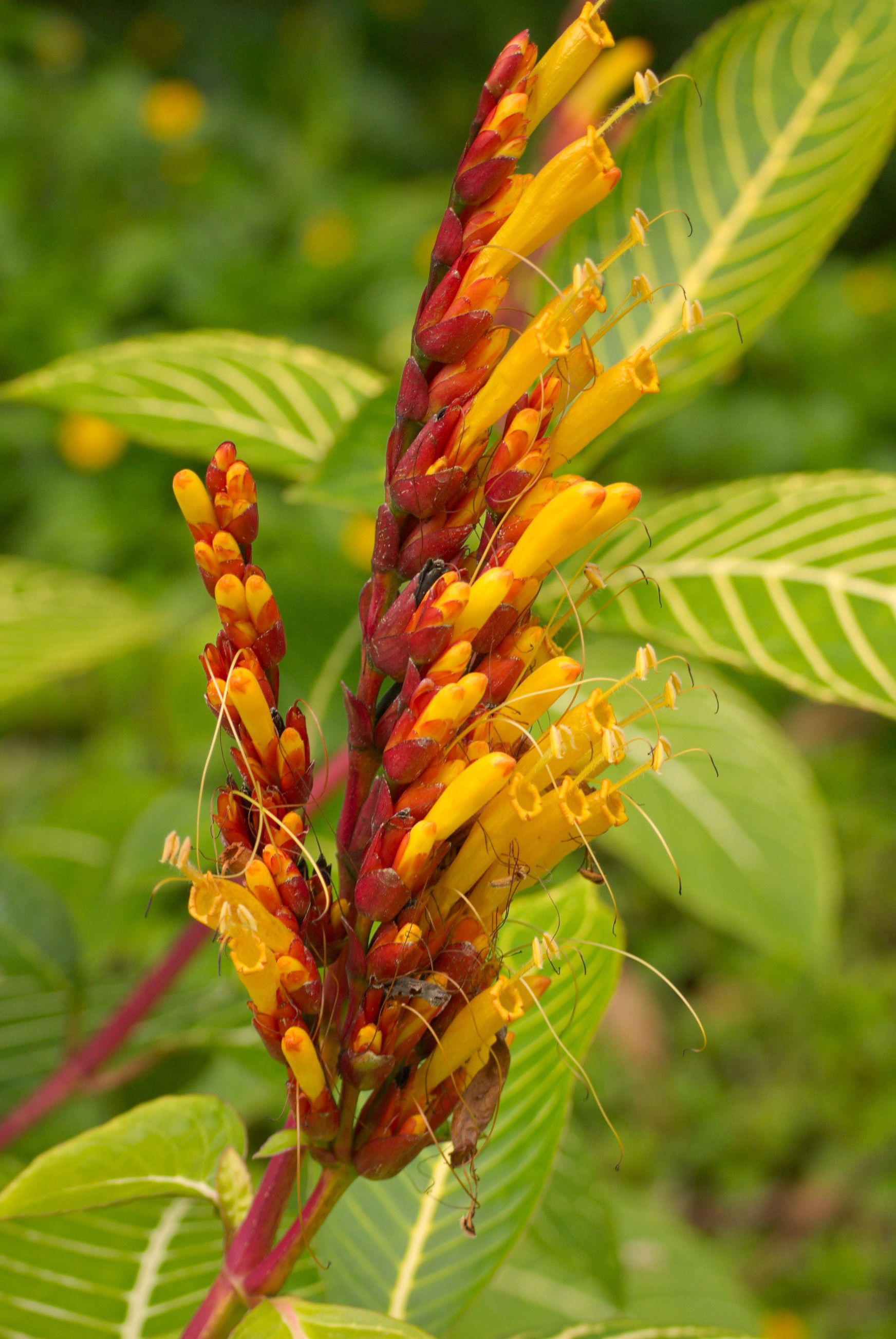

## Dottertaxa tillSanchezia, i alfabetisk ordning[1]
- Sanchezia arborea
- Sanchezia aurantiaca
- Sanchezia aurea
- Sanchezia bicolor
- Sanchezia capitata
- Sanchezia coccinea
- Sanchezia coleifolia
- Sanchezia conferta
- Sanchezia cyathibractea
- Sanchezia dasia
- Sanchezia decora
- Sanchezia ecuadorensis
- Sanchezia ferreyrae
- Sanchezia filamentosa
- Sanchezia flava
- Sanchezia fosteri
- Sanchezia killipii
- Sanchezia klugii
- Sanchezia lampra
- Sanchezia lasia
- Sanchezia lispa
- Sanchezia longiflora
- Sanchezia loranthifolia
- Sanchezia lutea
- Sanchezia macrocnemis
- Sanchezia megalia
- Sanchezia munita
- Sanchezia oblonga
- Sanchezia ovata
- Sanchezia parvibracteata
- Sanchezia parviflora
- Sanchezia pedicellata
- Sanchezia pulchra
- Sanchezia punicea
- Sanchezia putumayensis
- Sanchezia rhodochroa
- Sanchezia rosea
- Sanchezia rubriflora
- Sanchezia sanmartinensis
- Sanchezia scandens
- Sanchezia sericea
- Sanchezia siraensis
- Sanchezia skutchii
- Sanchezia speciosa
- Sanchezia sprucei
- Sanchezia stenantha
- Sanchezia stenomacra
- Sanchezia sylvestris
- Sanchezia tarapotensis
- Sanchezia thinophila
- Sanchezia tigrina
- Sanchezia williamsii
- Sanchezia villosa
- Sanchezia woytkowskii
- Sanchezia wurdackii
- Sanchezia xantha